# 十村制
十村制（とむらせい）は、江戸時代に加賀藩の第3代藩主前田利常が制定した農政制度で、地方の有力な農民を十村として懐柔し、いわば現場監督として利用することで、農村全体を管理監督し徴税を円滑に進める制度である。改作法施行にあたって、十村はその業務範囲を広げ、加賀藩・富山藩・大聖寺藩における農政の実務機関としての役割を十全に果たした。

## 十村
十村制のために特権を付与された農民を十村と称する。彼らは、旧来の有力豪農（園田道閑）や帰農した旧武家（時国家、北村家や岡部家）など藩主から信任を得て任命された場合が多く、一向一揆の監視対策も兼ね、所属宗旨としては真言宗や禅宗に属する場合がほとんどである。十村は、郡奉行あるいは改作奉行の下位、肝煎や庄屋の上位に位置する。初めは10カ村ほどを束ねる役割を担っていたため「十村」と称したが、後には数十カ村を束ねる十村も現れた。十村は、上位から、組無御扶持人十村、組持御扶持人十村、平十村に区分され、さらに各区分が三分される計九段階の序列があった。十村には役料として支配下の15歳から60歳の男子から年に米二升が徴収され充てられた。世襲ではないものの、基本的には村を束ねる豪農が任命されるため、事実上世襲に近い状態であった。一人の十村が管轄する範囲を「組」と呼び当初は十村の名前を冠して呼んでいたが後に地名を冠するようになった。

## 十村制制定の経緯

### 背景
加賀藩の藩祖である前田利家は、織田信長の命を受けて加賀一向一揆を鎮圧したが、その際に門徒1000人以上を処刑したといわれる。この一揆に対する弾圧により労働人口が減少したため、加賀藩では江戸時代に入った後も年貢の徴収ははかどらなかった。一方、前田家は100万石を有する強大な外様大名であったため、江戸幕府から度重なる普請や軍役を命ぜられ、あるいは家格を維持するための交際費などにより、その支出はかさんでいった。このため徴税にあたる家臣や代官（年貢の徴収にあたる彼らを総称して「給人」と呼ぶ）は、さらに厳しく年貢を取り立てようとしたが、父祖を殺戮された農民たちの怒りを増大させ、捨て身のサボタージュや逃散を招くばかりであった。しかもこれ以上に農民を追いつめて大規模な一揆を起こされた場合、幕府に介入の糸口を与え、藩の運営能力を問われた末に減封改易を受けることは免れ得ない、まさに危機的状況にあった。

### 前田利常
前田利家の長男利長の才能を恐れた徳川家康は利長を隠居させ、自分の孫娘珠姫を嫁がせた利常に家督を譲らせた。しかし、珠姫の父徳川秀忠が危篤状態になった寛永8年 (1631年) 謀反の疑いありとして利常は江戸の藩屋敷に軟禁される。軟禁は3年間続き、不思議なことには結局許されたが、自分の置かれた危うい立場を肝に銘じた利常は、表面上は愚者を装いながら藩政の安定化を図ることになる。

### 農政改革
給人制度の欠陥は、2つあった。一つは、徴税にあたるのが藩の役人または家臣であったために農民の反感を招いたこと。もう一つは、各給人がそれぞれの知行地の年貢を徴収していたことであった。知行地は入り組んで配置されていたため、近隣の給人間で競争意識が強く、年貢の徴収は厳しくなった。また、ある農民が逃亡し別の知行地に逃げ込んだ場合の捕捉が困難であった。一方、農村部では一向一揆の際に組織された門徒指導者を中心とする社会秩序が江戸時代に入って以降も厳然と機能していた。これに着目した利常は、農村の監督・徴税を農村の有力者に委ねることとした。一部の給人たちは抵抗を見せたが、多くは農民をおどしたりなだめたりしながら貧しい彼らから搾取することに疲れ果てており、抵抗はそれほど強くなかったという。

## 十村制のメリット
- 農民にとってのメリット
  - 父祖を虐殺した仇敵である前田家の侍や役人ではなく、父祖の時代から信頼篤い農民が徴税に当たるため抵抗感が少ないこと。実際、十村制導入以後、逃散する農民は激減した。
- 十村にとってのメリット
  - 既得権を加賀藩から追認された形となり、扶持も与えられること。しかも、その権利は多くの場合世襲に近い形で継承されて行くこと。
- 藩にとってのメリット
  - 農村の安定による税（年貢米）収入の安定。
  - 万一、徴収が厳しく農民が不平を訴えたとしても十村は農民であるため、農民同士の争いとして処理することが可能であること。

## 十村制が招いたこと
利常は50年にも及ぶその治世の大半をこの改革に費やし、十村のシステムを完成させたのであった。この結果、家臣は農村からの直接収入を奪われ、藩から支給される扶持により生計を立てることになる。これが後の5代藩主綱紀や6代藩主吉徳らの藩主独裁を目指す藩政改革、ひいてはその後の加賀騒動へとつながるのである。
また、十村は初期に浦野事件（1665年 - 1667年）に加わった園田道閑らを例外として、藩体制の末端として、百姓一揆の矢面に立たされる存在となっていった。
19世紀初頭（文化、文政年間）に藩主を務めた前田斉広が疲弊した農村を復興させるために改作法を復古させるため、現場の主導的立場を十村に担わせたこともあった。しかし災害などが頻発して収穫が思うように得られず、十村が責任を負わされて集団で処罰を受ける出来事もあった。

## 十村の一覧
加賀国・能登国・越中国の前田藩領の内、越中国婦負郡全域・新川郡の一部は富山藩領、加賀国江沼郡全域・能美郡の一部は大聖寺藩領、残りが加賀藩領である。

### 越中国
【新川郡】
- 岩城家

（富山藩領）
- 竹島家

【婦負郡】
- 内山家

【射水郡】
- 宮林家
- 折橋家

【礪波郡】

### 能登国
【珠洲郡】
- 若山家
- 延武家
- 真頼家
- 黒丸家
- 宗玄家

【鳳至郡】
- 上時国家 - 平時忠の子の平時国の末裔である「時国家」の本家
- 下時国家 - 「時国家」の分家
- 中谷家
- 山本家
- 伊藤家
- 田谷家
- 泉家

【鹿島郡】
- 岡野家

【羽咋郡】
- 岡部家
- 喜多家
- 加藤家

### 加賀国
【加賀郡】
【石川郡】
- 多川家

【能美郡】
- 石黒家

（大聖寺藩領）
【江沼郡】

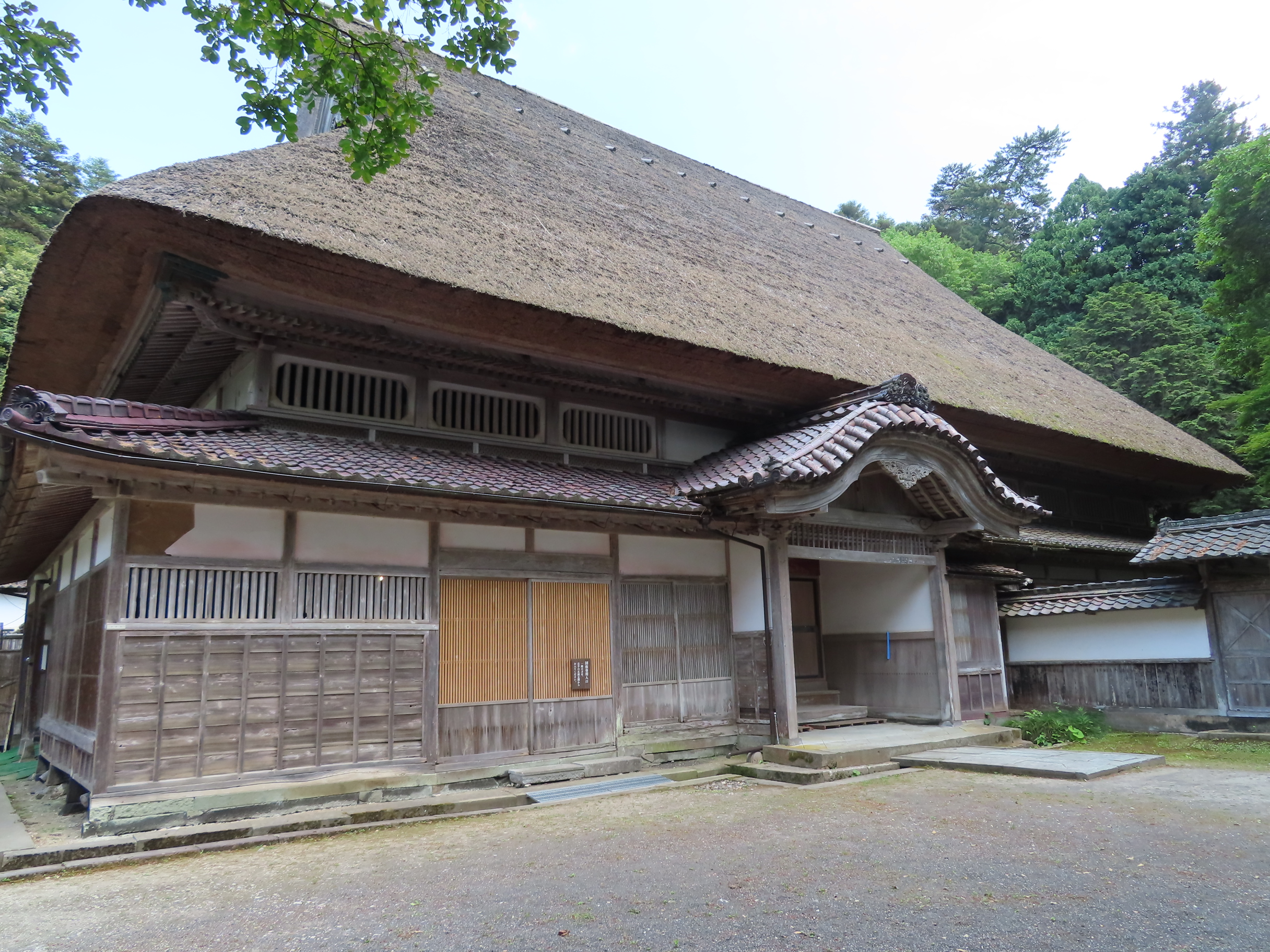
上時国家（石川県輪島市）
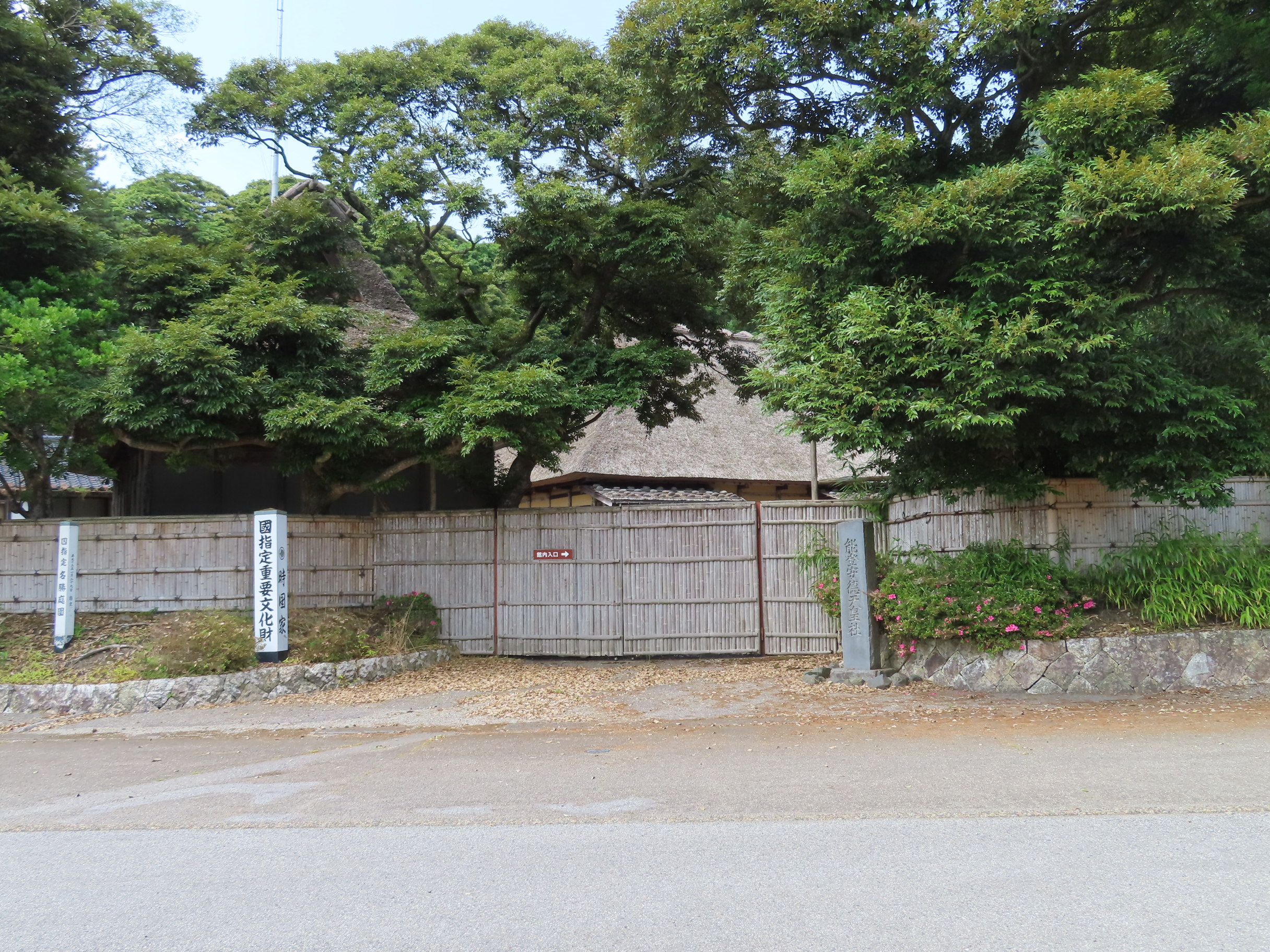
下時国家（石川県輪島市）
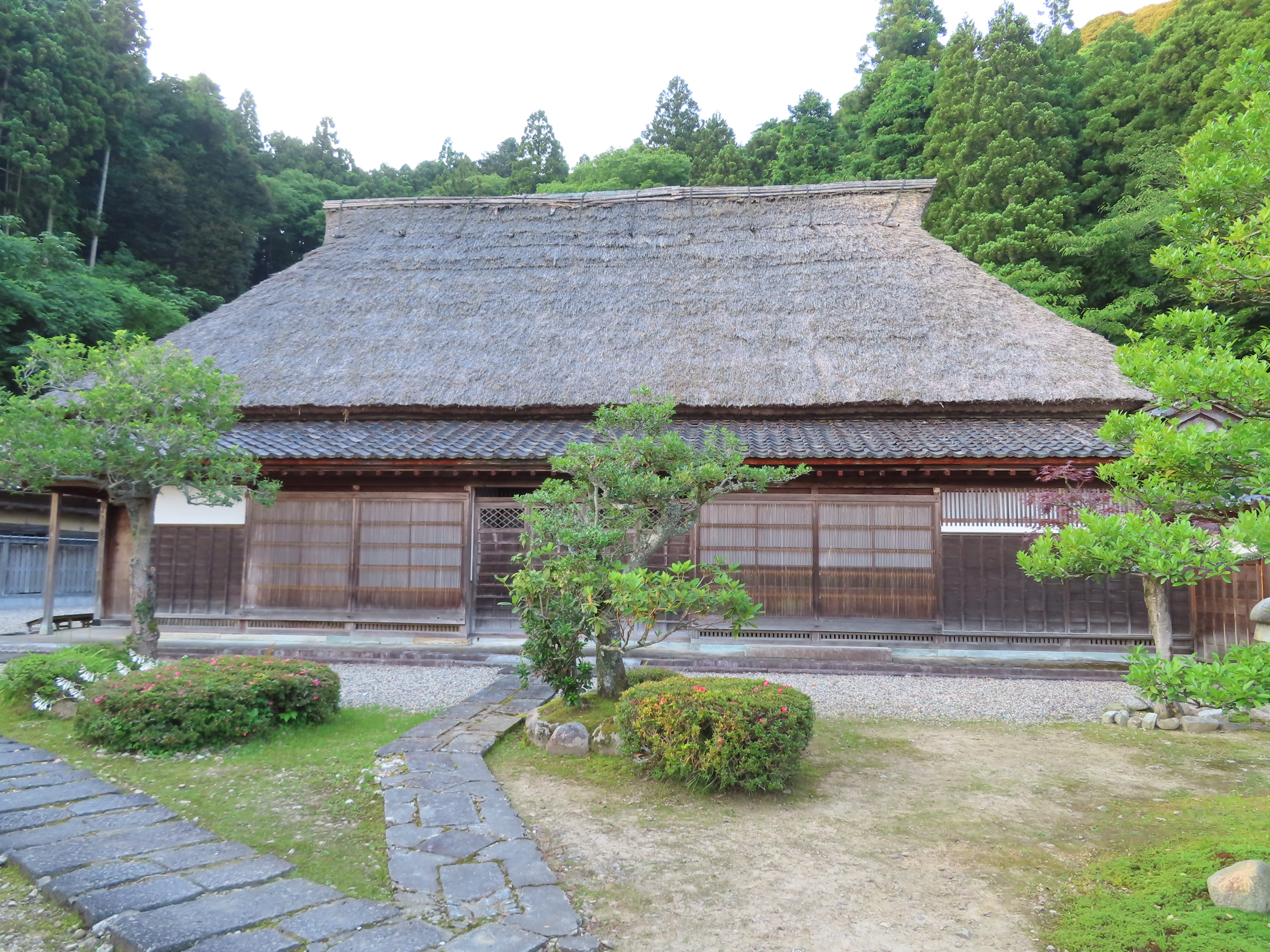
岡部家（石川県宝達志水町）

## 十村屋敷
十村を務めた豪農の屋敷のいくつかは現在も保存されており、以下は見学が可能である。
- 岡部家 - 石川県羽咋郡宝達志水町
- 喜多家 - 石川県羽咋郡宝達志水町
- 内山邸 - 富山県富山市
- 竹島家 - 富山県富山市
- 宮林家 - 富山県射水市（旧新湊市）

## 十村の子孫
- 岩城隆常
- 内山正治
- 岡崎文夫 (東洋史学者)
- 岡野是保
- 武部其文
- 西田幾多郎